# Mentuherjepeshef (hijo de Ramsés III)
| mn · n · V13 | D2 | F24 · f |

| mn · n · V13 | D2 | F24 · f |

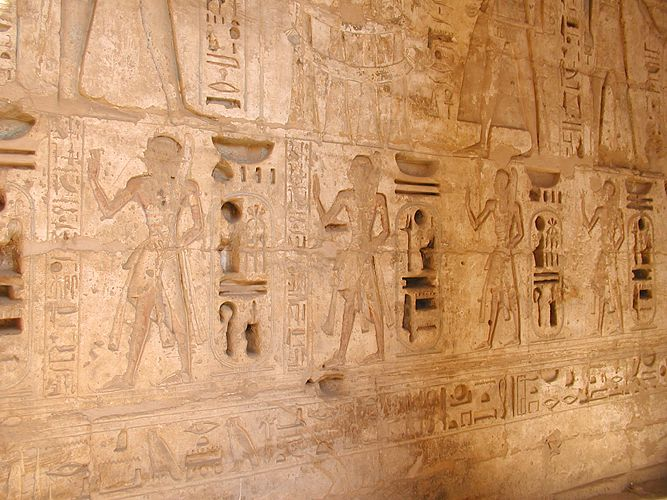
Procesión de los Príncipes de Medinet Habu

Mentuherjepeshef fue un príncipe de la Dinastía XX del Antiguo Egipto y uno de los hijos de Ramsés III e Iset Ta Hemdjert. Por tanto, era hermano de Ramsés IV, Ramsés VI, Ramsés VIII y tío de Ramsés V y Ramsés VII.
Fue el "Primer auriga de Su Majestad", y se casó con la dama Takhat, que lleva el título prominente de "Madre del Rey". Este desarrollo apoya la hipótesis de que lo más probable es que fuesen los padres del rey Ramsés IX, ya que ningún otro rey Ramsés tuvo una madre con este nombre, también, Ramsés IX tuvo un hijo llamado Mentuherjepeshef. Mentuherjepeshef aparece en la procesión de los príncipes en el templo de Ramsés III en Medinet Habu. Es probable que corresponda al príncipe Mentuherjepeshef enterrado en la tumba KV13 en el Valle de los Reyes.
Nunca se convirtió en faraón, a diferencia de su hijo Ramsés IX, ni siquiera en príncipe heredero porque murió no solo antes que su hermano Ramsés VIII sino también antes que su sobrino Ramsés VII.